# Ulpiano Suárez
Ulpiano Suarez (Mendoza, 26 de julio de 1970) es un abogado y político argentino, miembro de la Unión Cívica Radical (UCR) y del Frente Cambia Mendoza, coalición provincial de Juntos por el Cambio. Desde 2019 es el intendente de la Ciudad de Mendoza, capital de la provincia homónima y, en 2024, asumió la presidencia del Centro Iberoamericano de Desarrollo Estratégico Urbano (CIDEU).

## Formación y carrera profesional
Luego de crecer en el departamento de San Carlos (Valle de Uco, Mendoza), Suarez se graduó como abogado en la Universidad de Mendoza en 1994. Ha ocupado diversos cargos en la administración pública, entre ellos asesor letrado en la Municipalidad de Tupungato (1999-2001), apoderado auxiliar de la Municipalidad de Mendoza (2001-2015) y subsecretario de Gestión Pública y Modernización del Estado de la Provincia de Mendoza (2015-2019).
Luego asumió como intendente de la Ciudad de Mendoza (2019-2023) y ha sido reelecto para un nuevo periodo (2023-2027).
También se ha desempeñado como vicepresidente del Foro Nacional de Intendentes Radicales (2022) y vicepresidente de la Red Iberoamericana de Ciudades CIDEU (2022-2024) 

## Intendencia de la Ciudad de Mendoza
Primer mandato (2019-2023)
Suarez asumió como intendente el 10 de diciembre de 2019 tras obtener el 63,67 % de los votos en las elecciones municipales. Durante su primer período, orientó su gestión hacia políticas de desarrollo urbano sostenible, transparencia, fomento del turismo y promoción del deporte.
Desarrollo económico
A través de la Secretaría de Desarrollo Económico, se implementaron medidas como exenciones de tasas municipales, programas de apoyo a emprendedores y capacitaciones laborales. También se creó el programa "Ciudad Activa" para fomentar la actividad económica local.
Desarrollo ambiental y urbano
En el marco de políticas ambientales, Suarez impulsó la Gestión Integral de Residuos Sólidos Urbanos, el Plan Local de Acción Climática y la creación de un Fondo Verde para la sostenibilidad. Según el Inventario de Gases de Efecto Invernadero de 2022, la ciudad redujo un 20 % sus emisiones de gases de efecto invernadero, lo que posicionó a Mendoza como referente en sostenibilidad urbana.

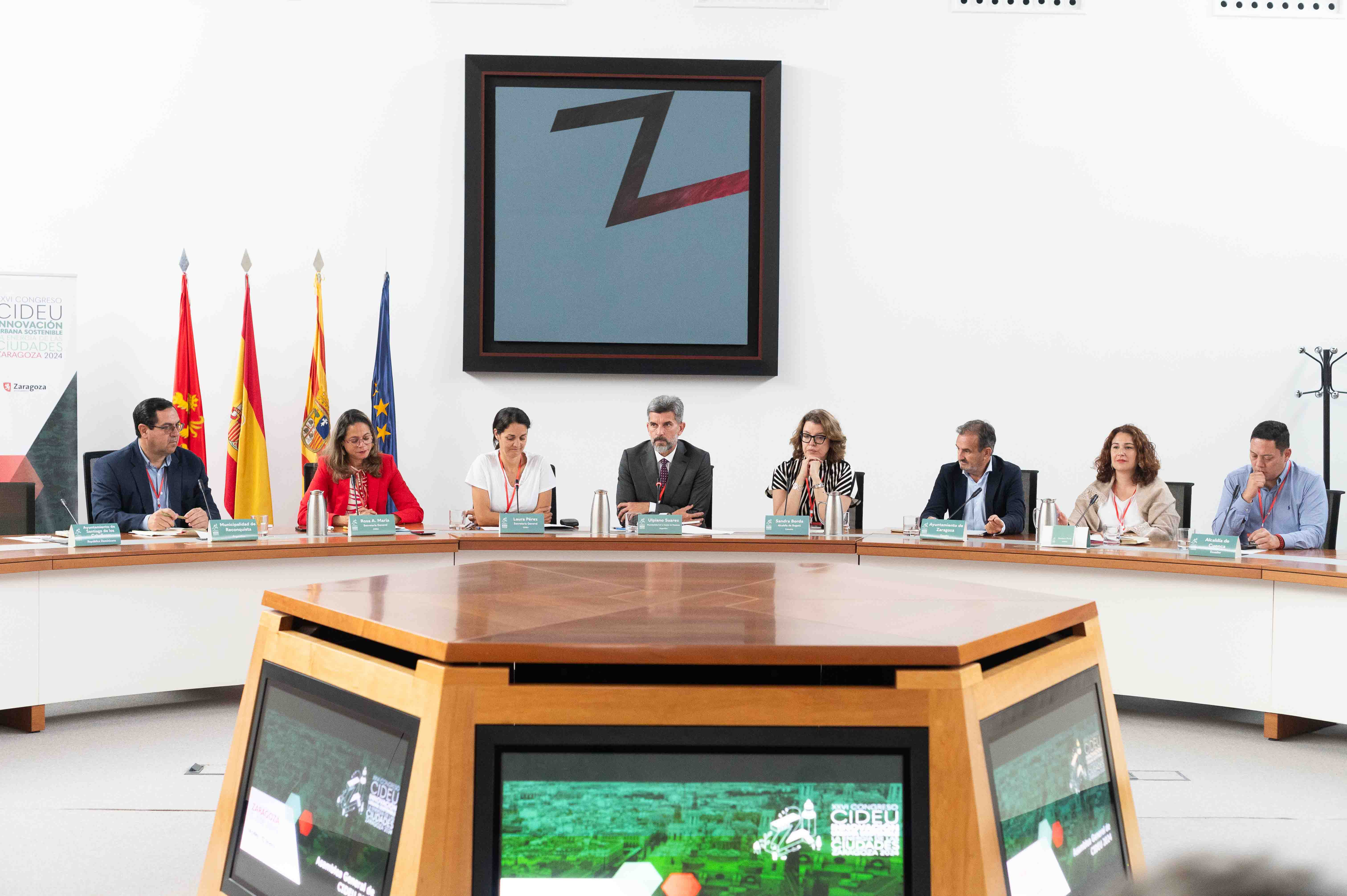
Ulpiano Suarez presidiendo CIDEU

Transparencia
Creó la Dirección de Gobierno Abierto, implementando políticas de datos abiertos y participación ciudadana. En 2022 y 2023, la Ciudad de Mendoza lideró el ranking nacional de municipios más transparentes, según el Índice de Datos Abiertos de Ciudades Argentina.
Deporte y turismo
Durante su gestión, se inauguró el Parque Deportivo de Montaña, un espacio natural en las inmediaciones del Cerro de la Gloria destinado a actividades como ciclismo, senderismo y trail running, con circuitos adaptados para diversas disciplinas deportivas.
Políticas de memoria

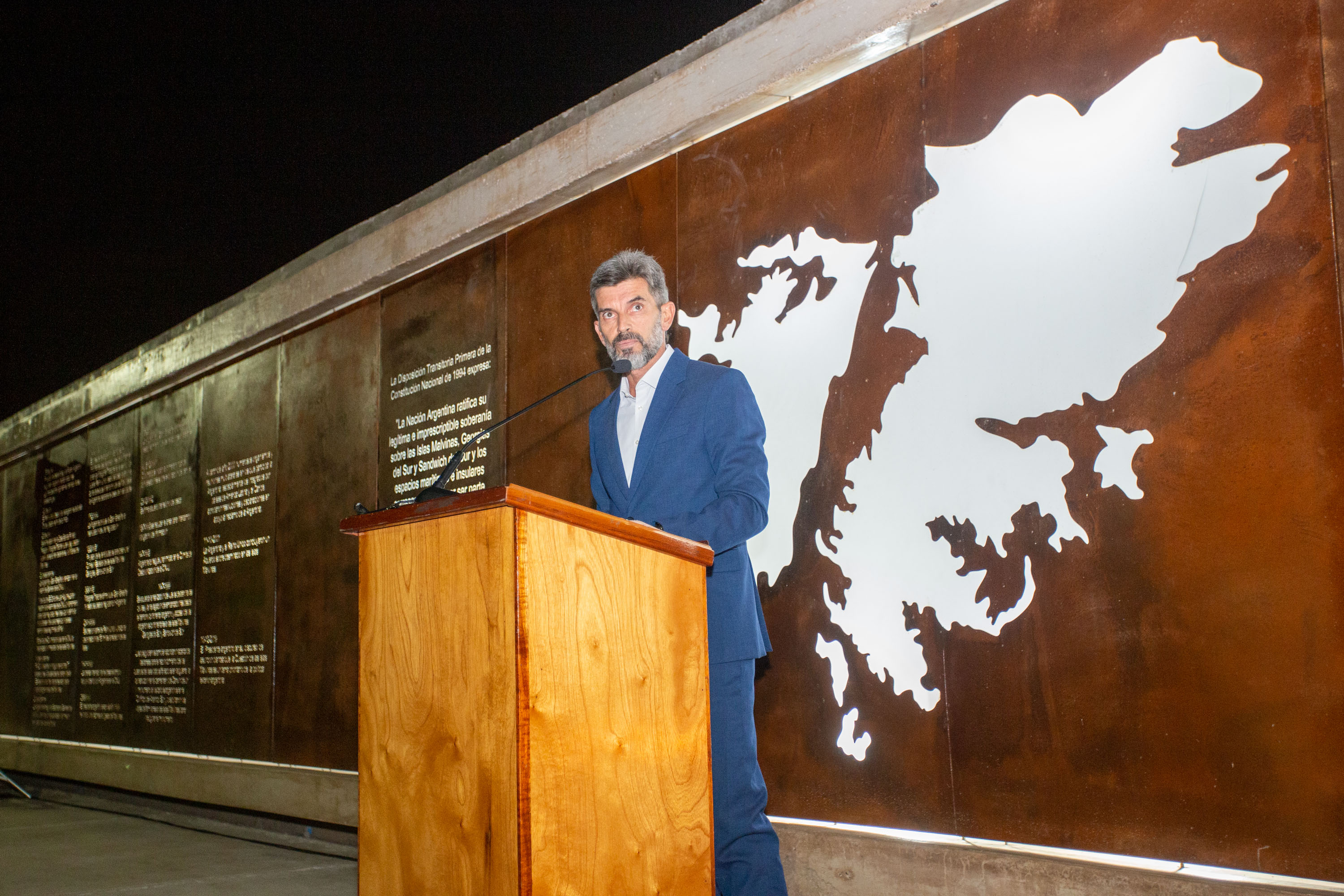
El Intendente Ulpiano Suarez en el Memorial de Malvinas

Suarez promovió obras conmemorativas relacionadas con la última dictadura cívico-militar y la Guerra de Malvinas, incluyendo el Memorial Malvinas Argentinas y el Cuadro 33, un espacio en el cementerio municipal en homenaje a víctimas del terrorismo de Estado.
Segundo mandato (2023-presente)
El 10 de diciembre de 2023, Suarez fue reelecto intendente con el 55 % de los votos. En su segundo período, su gestión busca profundizar las políticas públicas basadas en sostenibilidad, innovación y calidad de vida.

## Actividades personales
Además de su carrera política, Suarez es aficionado al montañismo y ha alcanzado cumbres destacadas como el Aconcagua (6.962 m) y el Cerro El Plata (5.968 m). También participó en una travesía de montaña de 78 kilómetros desde el Cerro de la Gloria hasta el Cerro Siete Colores. Está casado y es padre de dos hijos.